# Pedaspää
Pedaspää (Duits: Peddaspae)  is een plaats in de Estlandse gemeente Räpina, provincie Põlvamaa. De plaats heeft de status van dorp (Estisch: küla) en telt 13 inwoners (2021).
De plaats lag tot in oktober 2017 in de gemeente Meeksi. In die maand werd het grootste deel van Meeksi bij de gemeente Räpina gevoegd. De meeste plaatsen verhuisden daarmee van de provincie Tartumaa naar de provincie Põlvamaa.
Pedaspää is een vissersplaatsje aan het Peipusmeer. Het is het noordelijkste plaatsje van de gemeente Räpina. Ten westen ervan ligt de grens met de provincie Tartumaa, ten noorden de baai Pedaspää laht. Het kerkhof van het dorp (Estisch: Pedaspää kalmistu) is een beschermd monument.

## Geschiedenis
Pedaspää werd voor het eerst genoemd in 1582 onder de naam Pedaspe. In 1627 heette het dorp Poedespoeh en lag het op het landgoed Aya (Ahja). In 1977 werd het dorp bij het buurdorp Meerapalu gevoegd. In 2019 werd het weer een zelfstandig dorp.